# Lonicera implexa
La madreselva mediterránea (Lonicera implexa), conocida en el levante español como zapatillas o calzas, es una especie arbustiva trepadora del género Lonicera autóctona del sur de Europa.

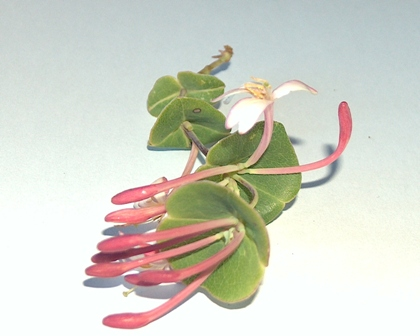
Detalle de la planta

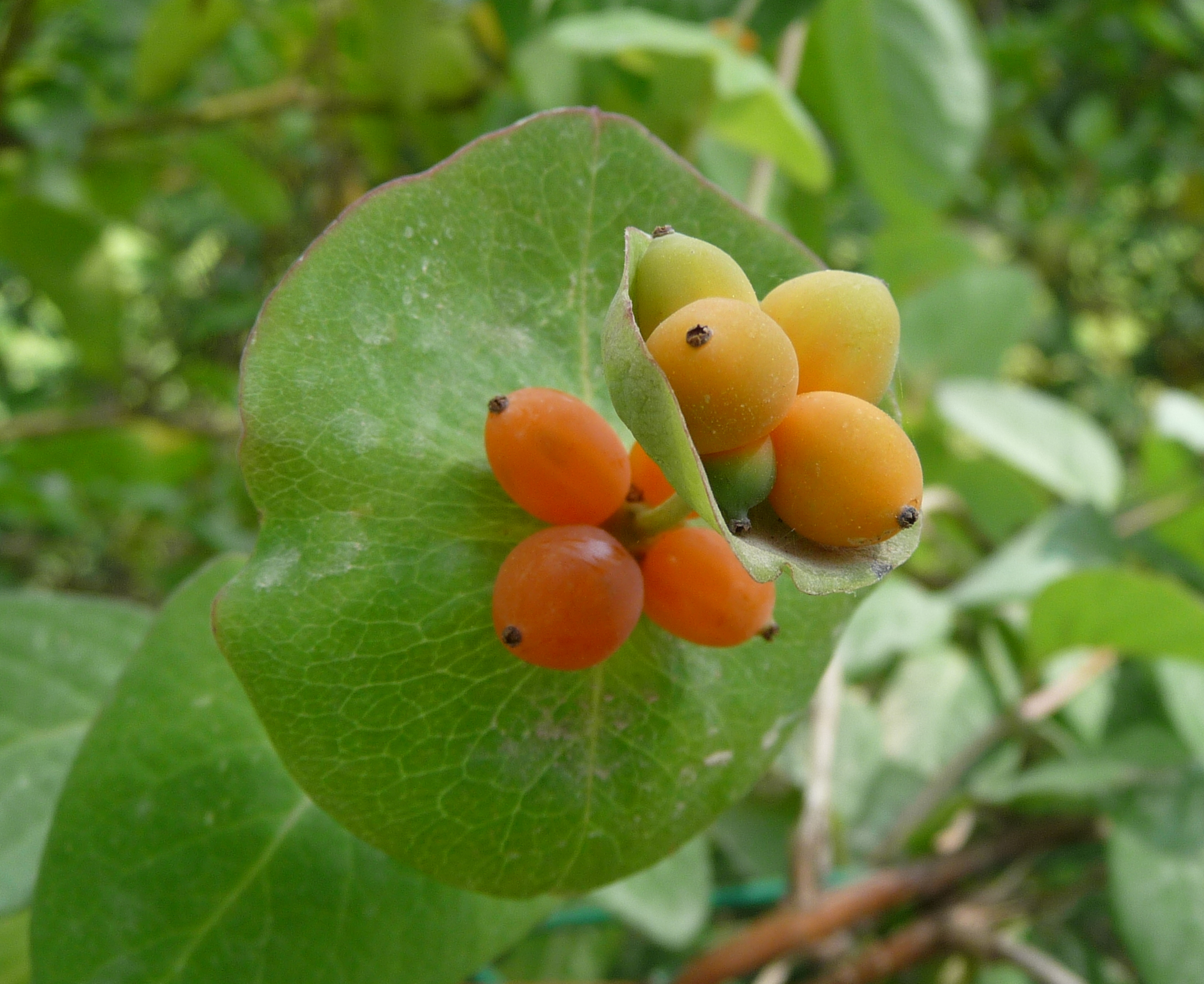
Fruto

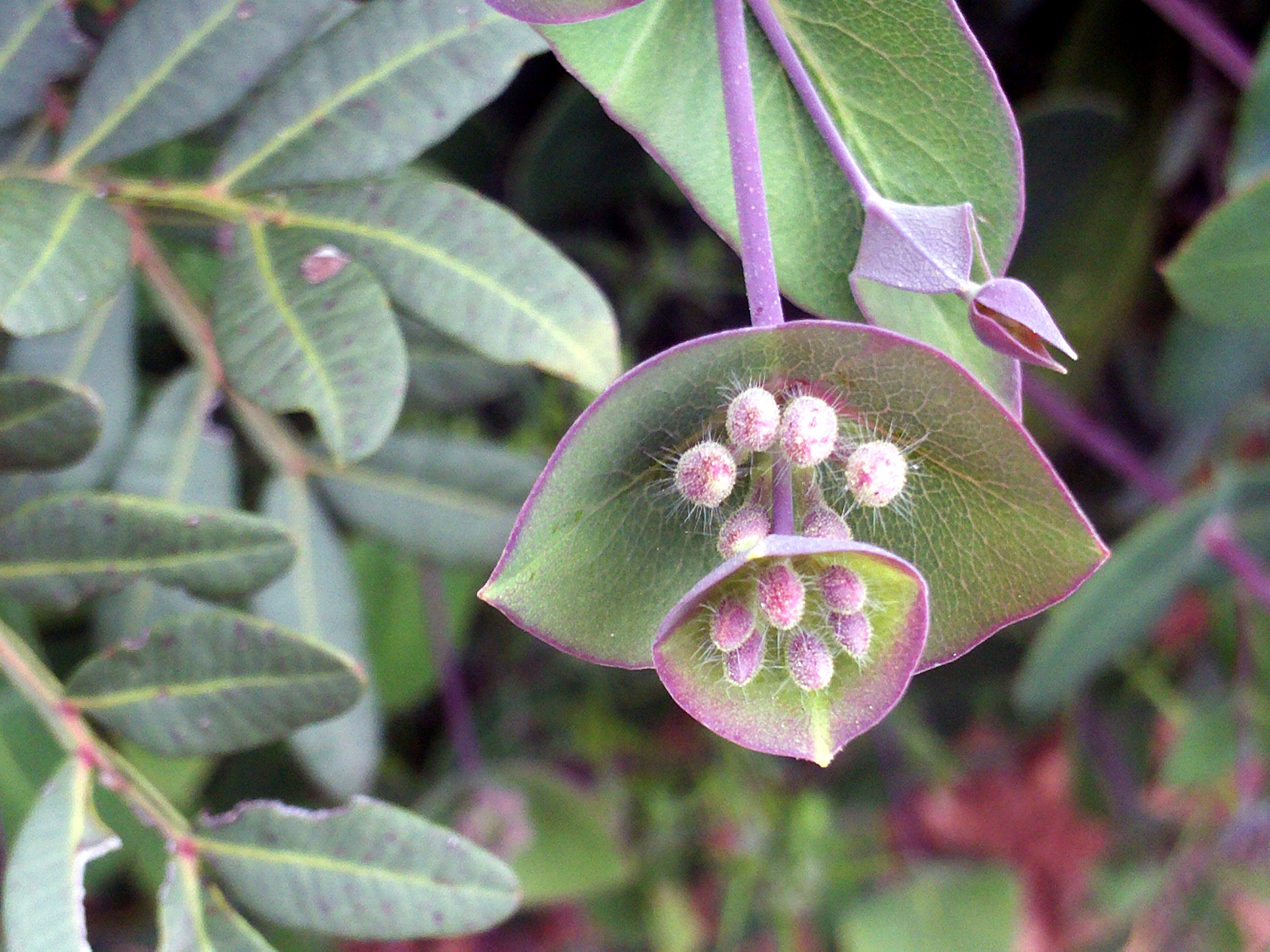
Detalle de la planta

## Caracteres diagnósticos
La madreselva mediterránea se caracteriza, al igual que la madreselva etrusca, por tener dos brácteas soldadas en la base de las inflorescencias; que son terminales; sin embargo,se diferencia de ésta en que en Lonicera implexa las inflorescencias son sésiles; y aparecen inmediatamente sobre las brácteas, en grupos globosos. (las brácteas forman una especie de "cazuela" que contiene las flores)
Las hojas inferiores, siempre opuestas, pueden o no aparecer soldadas y no presentan peciolo, o este es muy corto.
El aspecto de sus hojas es redondeado, aunque en algunas variedades acaba en pico
El color de las flores, bilabiadas, varía de rosa (antes de abrirse) a amarillo-blanco una vez abiertas. 
Su fruto son bayas rojizas, que aparecen en parejas en el interior de la especie de "cazuela" que forman las brácteas. No son comestibles.

## Distribución
Suele aparecer en bosques abiertos, aguanta mejor las sequías que otras especies del género Lonicera.
Aparece en el sur de Europa; especialmente en el litoral mediterráneo y en el sur y Centro de España.

## Proyectos de recuperación
Gran parte de su hábitat potencial ha sido alterado por la acción humana, aunque la planta no está en peligro.
Su principal competidora invasora es Lonicera japonica, planta oriunda de Japón, cultivada en jardines, que se ha naturalizado en España.

## Taxonomía
Lonicera implexa fue descrito por William Aiton y publicado en Hort. Kew. 1: 231 1789.
Citología
Número de cromosomas de Lonicera implexa (Fam. Caprifoliaceae) y táxones infraespecíficos:  n=18
Etimología
Lonicer: nombre genérico otorgado en honor de Adam Lonitzer (1528-1586), un médico  y botánico alemán, notable por su revisada versión de 1557 del herbario del famoso Eucharius Rösslin (1470 – 1526)
implexa: epíteto latino que significa "entretejido".
Sinonimia
- Lonicera valentina Willk. [1891]
- Lonicera balearica (Dum.Cours.) DC. in Lam. & DC. [1815]
- Lonicera adenocarpa Guss. [1832]
- Caprifolium balearicum Dum.Cours. [1811]
- Lonicera caprifolium implexa (Aiton) Bonnier & Layens [1894]
- Caprifolium implexum (Aiton) Dum.Cours.[5]

## Nombre común
- Castellano: calzas, chupaores, dedicos de la Virgen, dulcamara, madreselva, madreselva forrada, mamellera, marisela, mariselva, marisielva, sanjuanero, zapaticos, zapaticos y calzas, zapatillas, zapatitos. Aragonés: madreselba, madreselva, madre-selva, zapaticos y calzas.[6]